# Heinrich Meidinger
Heinrich Meidinger (Frankfurt am Main, 29 de janeiro de 1831 – Karlsruhe, 11 de outubro de 1905) foi um físico alemão.

## Biografia
Neto de Johann Valentin Meidinger.
Sepultado no Hauptfriedhof Karlsruhe.